# Lettera Internazionale
Lettera Internazionale è una rivista italiana intedisciplinare fondata a Roma nel 1984 da Antonin Jaroslav Liehm e Federico Coen e dedicata a temi di attualità nel dibattito culturale contemporaneo.
Vengono trattati e approfonditi argomenti di letteratura, storia, filosofia, musica, arti figurative, scienze, politica, economia, identità religiosa ed etnica e molti altri. La maggior parte dei testi pubblicati sono tradotti in quanto inediti in lingua italiana. Dal 2009 la pubblicazione è diretta da Biancamaria Bruno.
Lettera Internazionale è considerata un mook in quanto ha il formato della rivista, ma i contenuti di un libro.

## Storia editoriale
Nell'estate del 1984 ha preso vita il progetto di un gruppo di riviste culturali autonome, pubblicate in diversi paesi europei nelle rispettive lingue e unite nell'obiettivo di favorire il dialogo tra le diverse culture del mondo attraverso la diffusione di una letteratura e di una saggistica di alto livello. Animatore del progetto è stato Antonin Liehm, intellettuale e critico cinematografico cecoslovacco, protagonista della Primavera di Praga nel 1968 e poi esule negli Stati Uniti e a Parigi, dove ha insegnato alla Sorbona. È quindi tornato a Praga dove è scomparso nel dicembre 2020.
Il progetto di Lettera Internazionale, nato in un'Europa ancora divisa dalla cortina di ferro, si poneva l'obiettivo di combattere «il provincialismo delle grandi culture europee», cioè la tendenza delle varie culture nazionali a chiudersi nei rispettivi confini, perdendo di vista tradizioni e valori comuni e di contribuire alla formazione di un'autentica cultura europea.
Ciascun numero della rivista è composto da tre o quattro dossier e una rubrica fissa dedicata alle recensioni di libri ed eventi. L'immagine di copertina e le illustrazioni interne propongono le opere e il lavoro di artisti contemporanei sia italiani che stranieri.

### Altre edizioni europee della testata
La natura multinazionale del progetto ha portato alla nascita di diverse edizioni nazionali della stessa testata autonome ma coordinate tra loro.
Il progetto ha preso vita nell'estate del 1984, con l'uscita contemporanea del primo numero dell'edizione francese – diretta da Antonin Liehm insieme a Paul Noirot, già direttore del mensile Politique aujourd'hui – e del primo numero dell'edizione italiana – diretta dallo stesso Liehm insieme a Federico Coen, già direttore del mensile socialista Mondoperaio.
Nella primavera del 1986 è uscita l'edizione spagnola – direttori Antonin Liehm e Salvador Clotas. Nel maggio del 1988 è stata pubblicata l'edizione tedesca – direttori Antonin Liehm e Frank Berberich. Dopo il 1989, in seguito alla caduta del Muro di Berlino, sono state pubblicate le seguenti edizioni:
- edizione ceca – direttore T. Vrba
- edizione ungherese – direttore E. Karádi
- edizione croata – direttore S. Novak
- edizione serba – direttore I. Hristic
- edizione russa – direttore A. Ninov
- edizione rumena – direttore B. Elvin
- edizione bulgara – direttore B. Bogdanov
- edizione macedone – direttore N. Kosteski
- edizione danese – direttore A. Harbsmeier

Nel corso degli anni è cessata la pubblicazione di alcune edizioni nonostante la vitalità e l'attualità del progetto; nel 2010 le edizioni ancora attive sono quelle italiana, tedesca, spagnola, rumena, ungherese e danese (quest'ultima ha acquisito periodicità annuale).
Tutte le edizioni della rivista sono di natura interdisciplinare, ma ognuna conserva una propria autonomia che deriva dalla natura del pubblico a cui si rivolge nei vari paesi europei, nonché dalla formazione e dalla vocazione dei direttori. La periodicità trimestrale, pur non consentendo di inseguire gli argomenti di stretta attualità, consente comunque di trattare i grandi temi del dibattito contemporaneo internazionale, facendo della rivista un valido strumento di riflessione, di approfondimento e di ricerca storica.

## Autori
Nel corso degli anni Lettera internazionale ha pubblicato i testi di numerosi autori italiani e stranieri.
Fra gli italiani: Daniele Archibugi, Renato Barilli, Norberto Bobbio, Massimo Cacciari, Italo Calvino, Andrea Camilleri, Luciano Canfora, Vincenzo Consolo, Massimo Donà, Umberto Eco, Roberto Esposito, Franco Ferrarotti, Carlo Galli, Luciano Gallino, Giulio Giorello, Claudio Magris, Luigi Malerba, Giacomo Marramao, Walter Pedullà, Giorgio Ruffolo, Massimo L. Salvadori, Leonardo Sciascia, Antonio Tabucchi, Gianni Vattimo, Salvatore Veca, Bruno Zevi.
Fra gli stranieri: Étienne Balibar, Josif Brodskij, Anthony Burgess, Albert Camus, Cornelius Castoriadis, Noam Chomsky, Ralf Dahrendorf, Guy Debord, Jacques Derrida, Hans Magnus Enzensberger, Paul K. Feyerabend, Alain Finkielkraut, Michel Foucault, Max Frisch, Sigmund Freud, François Furet, John Galbraith, Michail Gorbačëv, Nadine Gordimer, Juan Goytisolo, Günter Grass, Jürgen Habermas, Václav Havel, Ágnes Heller, Ryszard Kapuściński, Milan Kundera, Emmanuel Lévinas, Niklas Luhmann, Czesław Miłosz, Edgar Morin, Péter Nádas, Michel Onfray, George Orwell, Amos Oz, Octavio Paz, Ilya Prigogine, Paul Ricœur, Richard Rorty, José Saramago, John Searle, Peter Sloterdijk, Aleksandr Solženicyn, Susan Sontag, Jean Starobinski, George Steiner, Cvetan Todorov, Mario Vargas Llosa, Vercors, Jean-Pierre Vernant, Pierre Vidal-Naquet, Slavoj Žižek.

## Riconoscimenti
Nel 1996 il Ministero per i Beni e le Attività Culturali ha riconosciuto al periodico il titolo di "Rivista di elevato valore culturale". Nel 1997, lo stesso Ministero le ha conferito lo speciale Premio Nazionale per la Traduzione come riconoscimento per l'attività svolta allo scopo di creare uno strumento permanente di dialogo e di confronto culturale al di sopra delle barriere geografiche, linguistiche e politiche.

## Presenze e partecipazioni
L'edizione italiana di Lettera Internazionale è presente in numerose biblioteche italiane ed estere, negli Istituti di Cultura Italiana all'estero e nella Gallery of Literary & Cultural Journals della Alte Schmiede di Vienna. Ogni anno la rivista è ospite del Salon de la Revue di Parigi, partecipa alla Fiera Internazionale del Libro di Torino e alla Fiera della Piccola e Media Editoria di Roma.
Lettera Internazionale è partner di Eurozine ed è socio del CRIC – Coordinamento delle Riviste Italiane di Cultura.